# 聖地牙哥德基拉瓦拉區
聖地牙哥德基拉瓦拉區（西班牙語：Distrito de Santiago de Quirahuara），是秘魯的一個區，位於該國中南部萬卡韋利卡大區的瓦伊塔拉省，始建於1956年1月26日，面積169.32平方公里，海拔高度2,802米，2005年人口819，人口密度每平方公里4.8人。